# Alesso Baldovinetti
Alesso Baldovinetti (Firenze, 1425. október 14. – Firenze, 1499. augusztus 29.) az itáliai reneszánsz festője és mozaikkészítő.

## Életpályája
Gazdag kereskedő családban született, de ő nem folytatta az üzletet. Andrea del Castagno, Domenico Veneziano és Paolo Uccello követője. Kísérletezett az olajfestés bevezetésével, 1448-ban nyert felvételt a firenzei festőcéhbe. Számos alkotása ma már nem ismerhető, mivel elpusztult. Első megmaradt rajzos freskója Jézus születése című a SSa Annunziata előudvarában található, 1460-62 közt festhette. 
Különös érdeklődést tanúsított a természet ábrázolása iránt, a bibliai jelenetek mögött megjelennek a firenzei tájak is, képeinek hátterében gyakran felismerhető az Arno völgye. E motívum képeinek azonosításában is segített, például a Louvre-ban ezen az alapon azonosították be a művészettörténészek és műkritikusok Alesso Baldovinetti egyik Madonna képét. Jelentősek a firenzei San Miniato Portugál-bíboros kápolnájának freskói, Angyali üdvözlet, az egyházatyák képei, a mennyezeten az evangelisták.
1470 után festette fő műveit, a Sta Trinità kóruskápolnájának freskóit, szinte kivétel nélkül elpusztultak éppen úgy mint üvegfestményei és mozaikjai. Azonban megmaradt a Sta Trinità számára készített oltárképe, Szentháromság szentekkel és angyalokkal (1470-71, Firenze, Accademia), erre az oltárképre késői korszakára jellemző módon népi figurákat is festett. Sokoldalú egyéniség volt, freskók, képek festésén kívül üvegre is festett, mozaikokat is készített, s olyannak ismerték a korban, aki sokat törődött a festés technikájával, igyekezett az időtállóságot biztosítani, ez nem volt még túl sikeres.  
Jeles tanítványa volt Domenico Ghirlandaio.

## Galéria

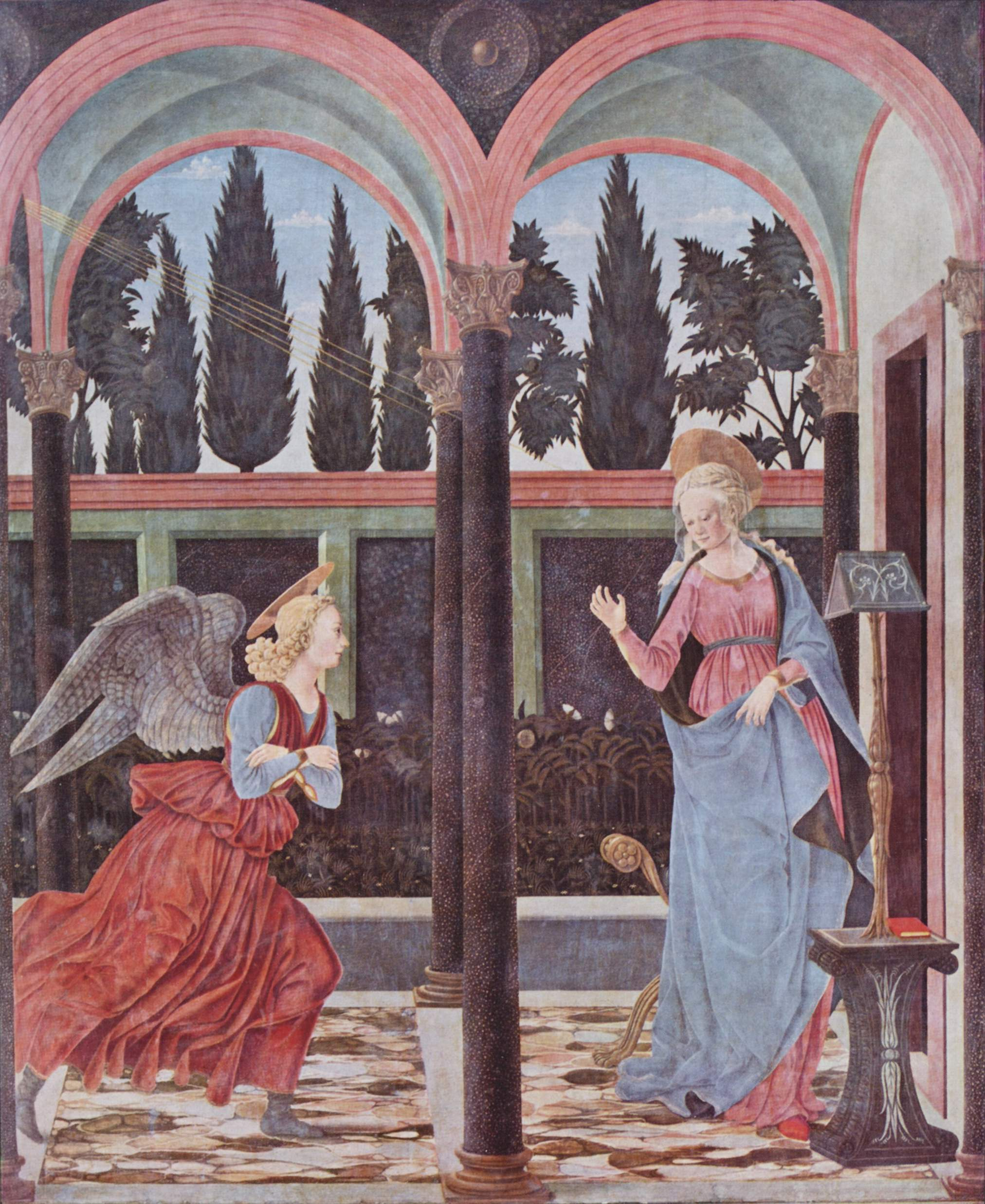
Angyali üdvözlet (1470, táblakép, tempera)
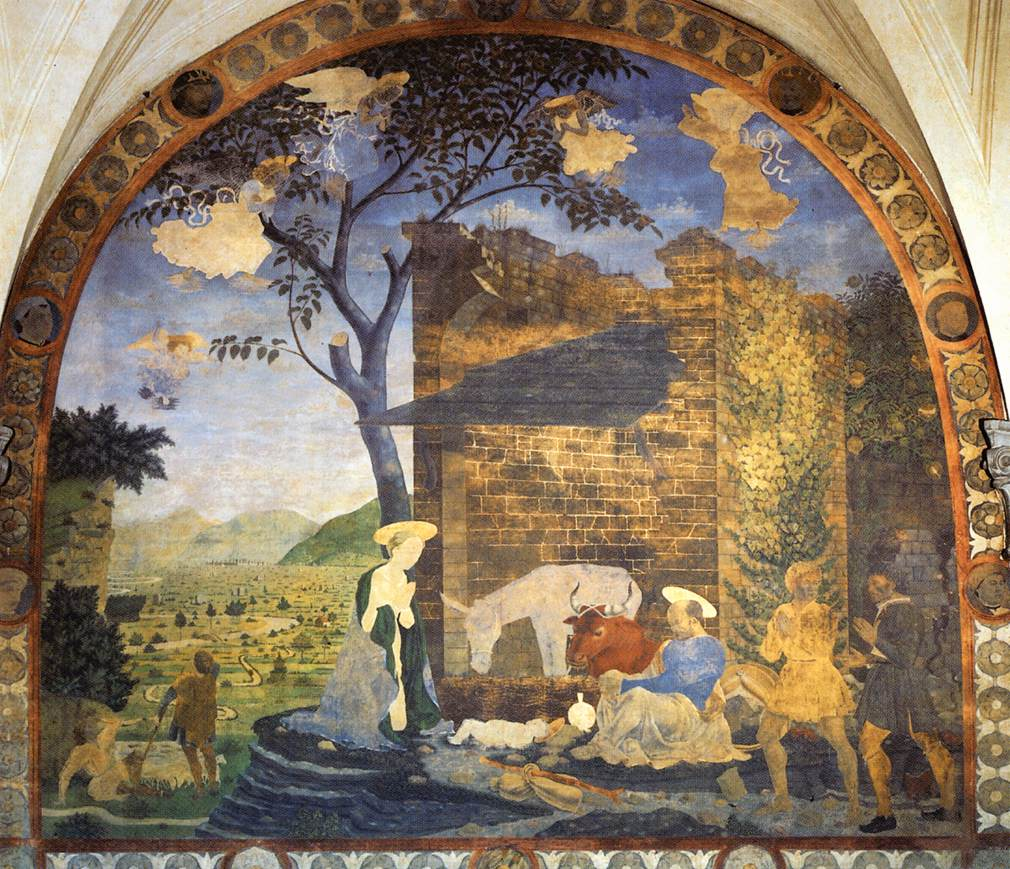
Jézus születése (1460-62, freskó)
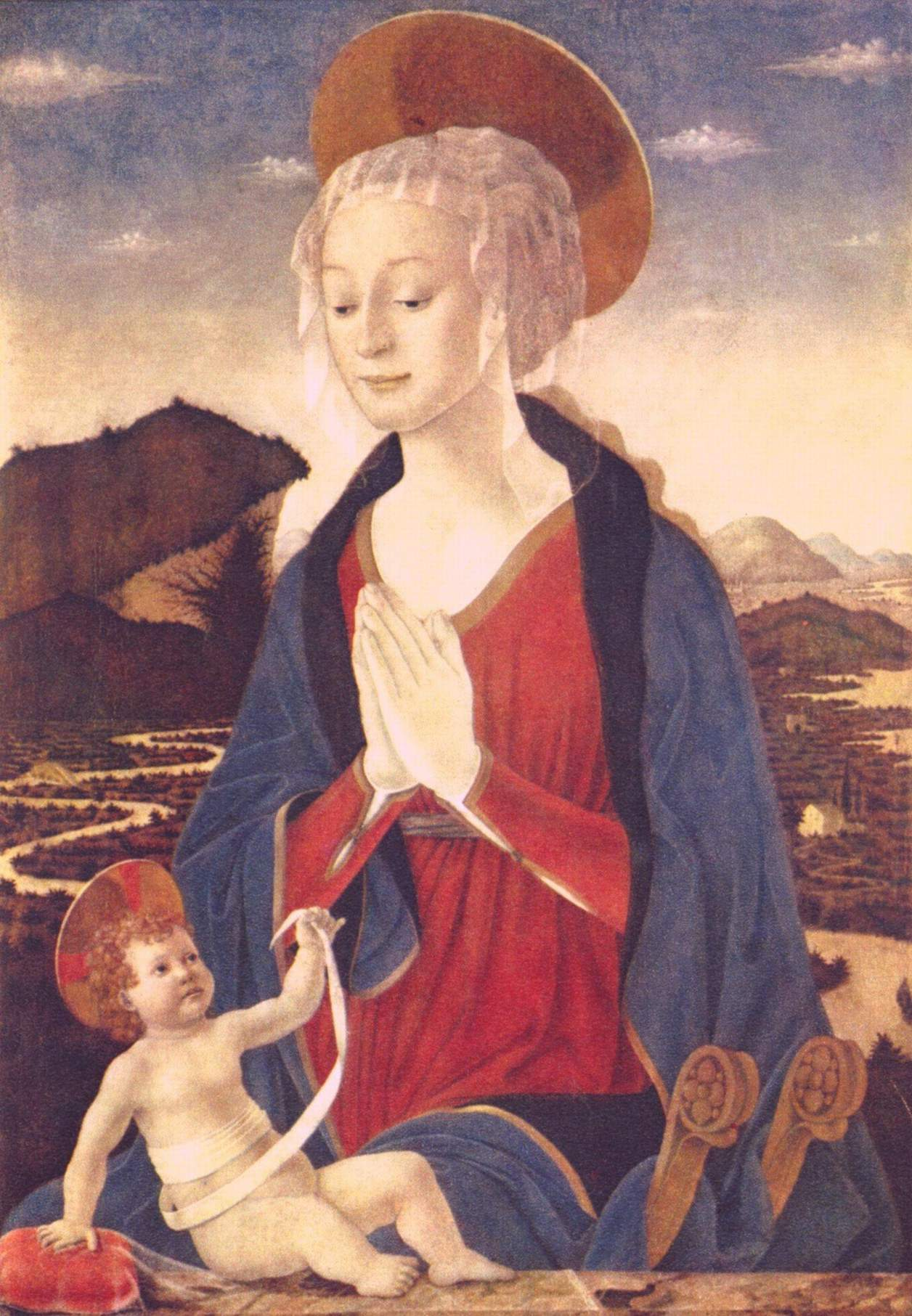
A Szűzanya a gyermekkel (1470, táblakép, tempera)
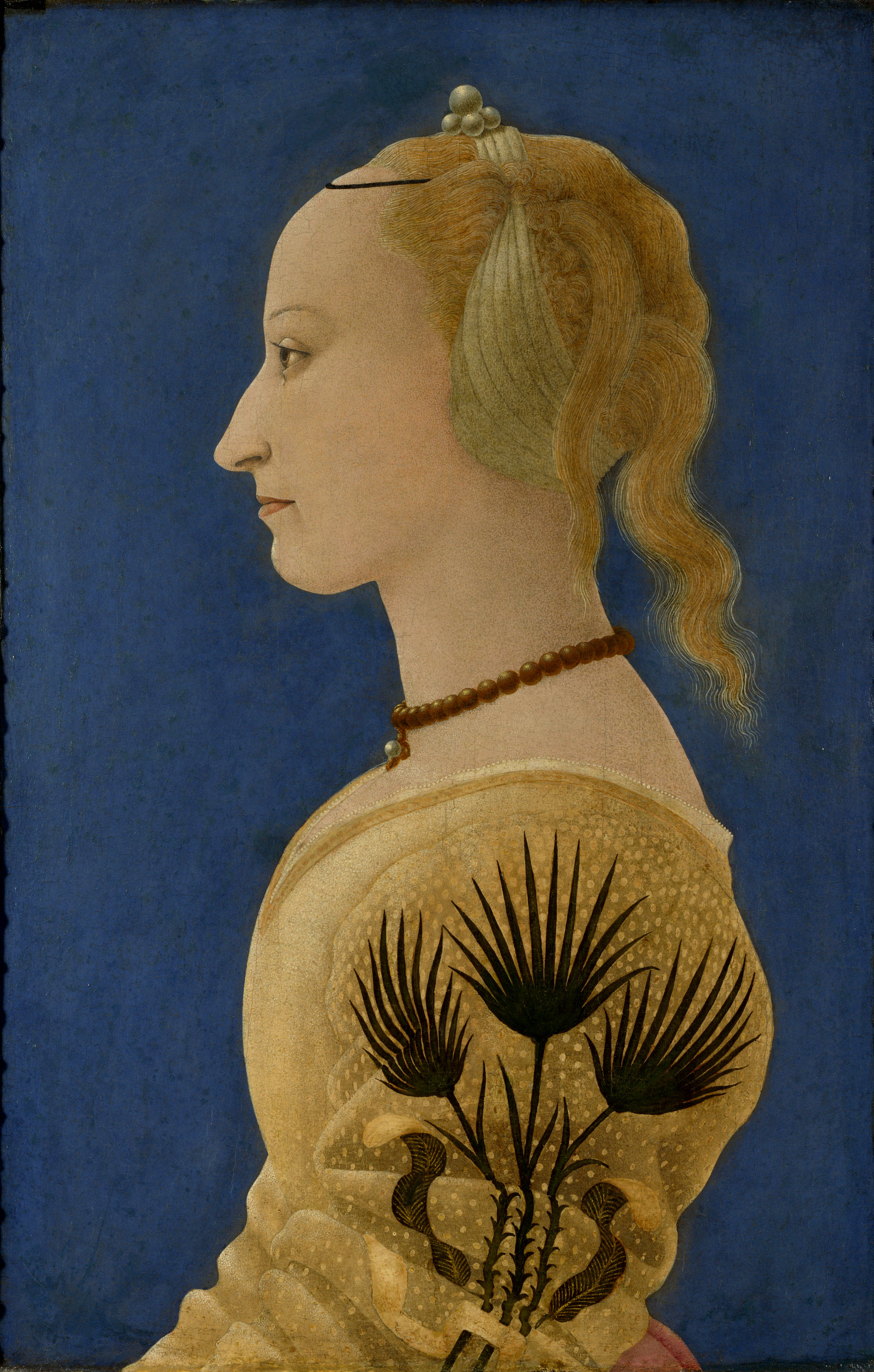
Egy hölgy portréja sárgában (1465, olaj táblán)